# Saint-Cyr-le-Chatoux
Saint-Cyr-le-Chatoux, ook: Saint-Cyr-le-Châtoux is een gemeente in het Franse departement Rhône (regio Auvergne-Rhône-Alpes) en telt 121 inwoners (2004). De plaats maakt deel uit van het arrondissement Villefranche-sur-Saône.

## Geografie
De oppervlakte van Saint-Cyr-le-Chatoux bedraagt 6,1 km², de bevolkingsdichtheid is 19,8 inwoners per km².
De onderstaande kaart toont de ligging van Saint-Cyr-le-Chatoux met de belangrijkste infrastructuur en aangrenzende gemeenten.

## Demografie
Onderstaande figuur toont het verloop van het inwonertal (bron: INSEE-tellingen).